# أحمد أمين الدين
أحمد بن أحمد أمين الدين التنوخي (؟ - يونيو 1809) عالم دين درزي لبناني في القرن الثامن عشر. من عبيه ينتمي إلى عائلة عريقة متدينة. أصبح من كبار رجال الدين وتولى مشيخة عقل الطائفة الدرزية. هو الذي أصلح الخلاف الأول الذي وقع بين الأمير بشير الثاني الشهابي والشيخ بشير جنبلاط. له مزار في مسقط رأسه.

## سيرته
ولد أحمد بن سيد أحمد بن أحمد بن حسين أمين الدين في عبيه ونشأ في بيت الوجاهة والتقوى، فأصبح من كبار رجال الدين، «تقياً ورعاً حكيماً وقوراً مهيباً.» تولى مشيخة العقل وقام يعمل على إشاعة الوفاق بين الناس، وهو الذي أصلح الخلاف الأول الذي وقع بين الأمير بشير الثاني الشهابي والشيخ بشير جنبلاط. 

كانت له مكانة رفيعة عند الأمير بشير جنبلاط، واحترام كبير، وكان يعتمد عليه في كثير من الأمور ويلقبه بالشيخ الرضي، إلا أن مشادة وقعت بينهما بعد حين فعكرت الصلة بينهما، إلى أن جرت المصالحة.

## وفاته
توفي الشيخ أحمد في حزيران 1809 وأوصى بجمع أملاكه في عبيه والبنيه وكفرمتى وقفا للطائفة وهي المعروفة حالياً باوقاف المدرسة الداودية، ونص في وصيته على أن تكون الأوقاف بيد خمسة أشخاص هم: أبو علي ناصر الدين من عائلة قرضاب من الجاهلية، وأبو علي يوسف فرج، وأبو علي ناصر الدين علي فرج من عبيه وحمود بن معضاد وعساف جابر من عائلة حمزة من عبيه.

أقيم له مأتم مهيب حافل حضره الأمير بشير الشهابي والشيخ بشير جنبلاط وقد شاركا في حمل نعشه، وبني الأمير بشير فوق ضريحه قبة، هي مزار اليوم للتبرك في عبيه، أرخها بطرس كرامة بهذه الأبيات: